# Grondwet van Pakistan
De Grondwet van de Islamitische Republiek Pakistan is de hoogste wet in Pakistan. De grondwet werd opgesteld in 1973 en verving de Grondwet van 1962, die op haar beurt de Grondwet van 1956 had vervangen.
De grondwet gaat uit van een parlementair systeem met aan het hoofd van de staat een president en aan het hoofd van de regering een premier. De wetgevende macht van Pakistan is een tweekamerstelsel dat gevormd wordt door de Senaat en de Nationale Vergadering.

## Geschiedenis
Pakistan werd in 1947 een onafhankelijke staat. De Government of India Act, 1935 diende in eerste instantie tot 1956 als grondwet. In dat jaar werd door het Pakistaanse parlement de Grondwet van 1956 aangenomen. In oktober 1958 pleegde president Iskandar Mirza echter een coup. Mirza besloot dat de grondwet bijdroeg aan de politieke instabiliteit. Daarom riep hij de noodtoestand uit, zodat er een nieuwe grondwet geïntroduceerd kon worden "die beter zou passen bij de genen van het Pakistaanse volk". Hijzelf werd vervolgens afgezet door generaal Mohammed Ayub Khan. Deze stelde zelf een commissie in die een nieuwe grondwet zou ontwerpen. Deze grondwet werd in maart 1962 aangenomen. Daarin werd wel respect betuigd aan de islam, maar ze kreeg niet de status van staatsgodsdienst. De president zou voortaan worden gekozen door 80.000 afgevaardigden (later 120.000). Hoewel deze officieel een onafhankelijke status kregen stonden ze uiteindelijk toch onder controle van de president.
Onder politieke druk riep Ayub Khan als president op 25 maart 1969 de noodtoestand uit en trok de grondwet weer in. Hij droeg de macht over aan Yahya Khan, opperbevelhebber van het leger. Deze organiseerde op zijn beurt weer verkiezingen waarbij er werd uitgegaan van het systeem één man-één stem. Zijn regering ondernam in eerste instantie geen actie om een nieuwe grondwet op te stellen. Dit wilde hij overlaten aan het nieuw gekozen parlement. 
Bij de parlementsverkiezingen in december 1970 behaalde de Pakistan Peoples Party van Zulfikar Ali Bhutto de meeste stemmen in West-Pakistan, maar werd niet de grootste partij: de Oost-Pakistaanse Awami Liga (AL) van sjeik Mujibur Rahman behaalde meer zetels. Desondanks negeerde de politieke elite in Islamabad de AL. Als reactie hierop brak er een grote volksopstand uit in Oost-Pakistan. Besprekingen tussen Bhutto en Khan en Rahman, de leider van het verzet, over een nieuwe grondwet liepen op niets uit. In een afspraak voor de verkiezingen was besloten dat er binnen 120 dagen na de nieuwe verkiezingen een nieuwe grondwet moest zijn opgesteld. Rahman en zijn aanhang wilde alleen praten op basis van een zespuntenplan waarbij er veel autonomie bij de regio’s zou komen te liggen. Alleen het buitenlandse en defensiebeleid zouden nog centraal worden geregeld. Bhutto weigerde echter op basis daarvan te onderhandelen. 
Op 7 maart 1971 riep Rahman de Volksrepubliek Bangladesh (Bangla Desh = Vrij Bengalen) uit. Pakistan viel Bangladesh aan, maar deze hielden stand met steun van India. De oorlog draaide uit op een verlies voor Pakistan. Khan kwam onder felle kritiek te staan en droeg het presidentschap op 20 september 1971 over aan Bhutto. Onder leiding van Bhutto kwamen de leiders van de partijen in het parlement op 17 oktober 1972 bijeen en sloten na een intensieve discussie het grondwettelijk akkoord. Er werd een commissie gevormd van 25 leden onder leiding van Mahmud Ali Kasuriwas. Op 2 oktober 1973 werd deze grondwet door het parlement aangenomen en ondertekend door president Bhutto.

## Inhoud grondwet
Bij het opstellen van de grondwet ging de discussie vooral over drie belangrijke thema’s, waarop uiteindelijk compromissen werden gesloten. Deze thema's waren: de rol van de islam; de machtsverdeling tussen de federale overheid en de provincies; de verdeling van verantwoordelijkheden tussen de president en de premier.
- De grondwet voorziet in twee Kamers. In de Senaat zit een gelijk aantal leden per provincie. In de Nationale Vergadering wordt het aantal leden per provincie bepaald op bevolkingsaantal.
- De islam kreeg de status van de staatsgodsdienst. De president en premier moeten moslim zijn. De naam van de staat werd Islamitische republiek van Pakistan. Er mogen geen wetten worden aangenomen die in tegenspraak zijn met de grondwet, en de bestaande wetgeving wordt geïslamiseerd.
- De president moet minimaal 45 jaar oud zijn en wordt gekozen door het parlement voor een periode van 5 jaar. De president kan alleen uit het ambt worden gezet als minstens twee derde van alle leden van het parlement voor stemt. De president kan ordonnanties uitvaardigen als het parlement geen zitting heeft. De president heeft het recht om gratie te verlenen en het recht om geïnformeerd te blijven aangaande alle zaken die op de nationale en internationale politiek betrekking hebben.
- Het hoofd van de regering is de premier. De premier en het kabinet zijn verantwoordelijk schuldig aan het parlement. De premier wordt verkozen door de meerderheid van het parlement.
- De grondwet voorziet in een nieuw instituut genaamd De raad van het gemeenschappelijk belang. Deze bestaat uit de premiers van de deelstaten en een gelijk aantal federale ministers. Zij hebben de mogelijkheid en bevoegdheid op een aantal terreinen beleid te maken, bijvoorbeeld aangaande de waterverdeling.
- De grondwet voorziet in een Nationaal Financieel Comité. Daarin hebben de federale minister van Financiën, de ministers van Financiën van de deelstaten en andere leden zitting. Zij hebben de mogelijkheid te adviseren over de verdeling van de financiën tussen de federale staat en de provincies.
- De grondwet streeft naar volledige participatie van vrouwen in het publieke leven, garandeert de rechten van minderheden, bevordert het sociale en economische welzijn van alle burgers en het versterken van de banden met de moslimwereld in het streven naar internationale vrede. Ook worden fundamentele mensenrechten, zoals het recht op veiligheid, het recht op vrijheid van beweging, het recht van vrijheid van religie, het recht van vrijheid van vereniging en het recht van vrijheid van meningsuiting gegarandeerd. Ook zijn er verschillende veiligheidsgaranties ("safeguards") opgenomen in de grondwet, zoals de scheiding van kerk en staat en het non-discriminatiebeginsel.
- De rechterlijke macht heeft volledige beslissingsbevoegdheid over de andere organen van de staat.
- Het Urdu is de nationale taal.

### Rol islam
Het feit dat de islam de status van staatsgodsdienst kreeg had een aantal gevolgen:
- De naam van de staat veranderde van Pakistan naar Islamitische Republiek van Pakistan.
- De staat streeft ernaar dat de moslims in Pakistan, zowel individueel als collectief, hun leven zullen inrichten naar de fundamentele principes van de islam.
- Het onderwijs in de Koran en de islamitische leer wordt verplicht. Ook wordt het aangemoedigd om Arabisch te leren om een juiste lezing en uitleg van de Koran te waarborgen.
- De staat voorkomt gokken, het consumeren van alcohol, het maken en verspreiden van obscene literatuur en advertenties.
- Alleen een moslim kan president of premier worden.
- Alle wetten moeten in overeenstemming zijn met de uitgangspunten van de islam, zoals deze zijn neergelegd in de Koran.
- Er werd een Islamitische Raad gevormd die advies geeft aan het nationale parlement en de provinciale parlementen over hoe de moslims in Pakistan het beste kunnen worden gestimuleerd om te leven volgens de principes van de islam.
- Door een amendement werd in de grondwet opgenomen dat de Ahmadiyya Moslim Gemeenschap en de Lahore Ahmadiyya Beweging niet onder definitie van moslims vielen.
- Er werd in de grondwet gesteld dat Pakistan, samen met de moslimwereld, zich moet inzetten voor internationale vrede.